# Kettinge Sogn
Kettinge Sogn var et sogn i Lolland Østre Provsti (Lolland-Falsters Stift).
I 1800-tallet var Bregninge Sogn anneks til Kettinge Sogn. Begge sogne hørte til Musse Herred i Maribo Amt. Kettinge-Bregninge sognekommune blev ved kommunalreformen i 1970 indlemmet i Nysted Kommune, der ved strukturreformen i 2007 indgik i Guldborgsund Kommune.
I Kettinge Sogn ligger Kettinge Kirke.
1. januar 2024 blev sognet sammenlagt med Bregninge Sogn (Guldborgsund Kommune) til Kettinge-Bregninge Sogn.
I sognet findes følgende autoriserede stednavne:
- Bøget (areal)
- Eskemose (bebyggelse)
- Frejlev (bebyggelse, ejerlav)
- Frejlev Enghave (bebyggelse)
- Frejlev Østermark (bebyggelse)
- Kettinge (bebyggelse, ejerlav)
- Kettinge Bækkeskov (bebyggelse)
- Nørre Frejlev (bebyggelse)
- Rågelunde (bebyggelse, ejerlav)
- Rågelunde Bækkeskov (bebyggelse)
- Søby (bebyggelse)
- Sønderhave (bebyggelse)
- Tokkerup (bebyggelse, ejerlav)